# Gare du Regino
Gare du Regino vasútállomás Franciaországban, Speloncato településen.

## Vasútvonalak
Az állomást az alábbi vasútvonalak érintik:
- Ponte-Leccia-Calvi-vasútvonal

## Kapcsolódó állomások
A vasútállomáshoz az alábbi állomások vannak a legközelebb:
- Gare de Belgodère
- Gare du Camping Monticello